# 真空凍結乾燥装置
真空凍結乾燥装置（しんくうとうけつかんそうそうち、英語：vacuum freeze drying equipment）は、乾燥させたいものを凍結させてから真空中で水分を蒸発させる真空装置である。

## 真空凍結乾燥法
真空凍結乾燥(freeze dry)とは対象物の性分や組織を破壊しないように保存するために真空中で乾燥させる方法である。食品や薬品などは常温の大気中で放置しておくと短時間で変質していまい人間の摂取できない状態になってしまう。真空凍結乾燥法ではこのような変質しやすい食品などを凍結させて真空中で水分を蒸発させてやることにより熱に弱い色、味、香り、ビタミン、ホルモン、血清、微生物等の変化を極力抑えることができる。凍結状態で乾燥されるため組織や成分の劣化が少なく、常温でかなりの長期保存ができるようになり、多孔質のポーラス状になるため、水を加えると内部に水分が浸透するため簡単に元の状態に戻すことができる。原型に近い状態で質量は数分の一になるなど運搬にも極めて便利である。また、熱的に不安定な物や、芳香、風味などが大きく損なわれること無く乾燥できる。

## 対象物
- インスタントのスープや味噌汁
- インスタントラーメンのかやく
- インスタントコーヒー
- 抗生物質
- 薬品
- ビタミン
- 染料
- 有機合成された材料

## 工程
1. 予備凍結：対象物を大気中で凍結させる。
2. コールドトラップ冷却：蒸発した水分を再度対象物に付着させないようにコールドトラップを冷却し、付着した水分を氷にする。
3. 真空排気：真空排気し水分を蒸発させる。この時水分は氷の状態から直接水蒸気になる。この際に対象物の温度は冷却されるがある程度補う程度に加熱する。
4. 加熱乾燥：対象物を加熱し水分を取り除き乾燥を完了させる。
5. 大気開放：真空チャンバー内に空気か乾燥窒素をいれて対象物を取り出す。また、水蒸気を捕らえたコールドトラップの氷を溶かし取り除く。

## 構成

### 真空チャンバー
真空チャンバーは対象物を複数載せられるように棚がある場合が多い。

### 加熱装置
対象物を輻射や伝熱などにより対象を加熱できるよう熱油循環、電熱器、マイクロ波、赤外線加熱などが使用される。

### 冷却装置
対象物の冷却と、放出された水分をトラップするコールドトラップの役割を果たす。

### 真空ポンプ
真空凍結乾燥の真空圧力は低真空領域であるが大きな排気容量を必要とする場合が多いのと、排気される気体に大量に水分が含まれるためそれらを考慮した真空ポンプが使用される。
多くはメカニカルブースター、ロータリーポンプ、水封ポンプ、ドライポンプなどを組み合わせて使用している。